# Архиепархия Гитеги
Архиепархия Гитеги (лат. Archidioecesis Kitegaënsis) — архиепархия Римско-Католической церкви с центром в городе Гитега, Бурунди. В митрополию Гитеги входят епархии Муйинги, Нгози, Руйиги, Рутаны. Кафедральным собором архиепархии Гитеги является церковь Христа Царя.

## История
12 декабря 1912 года Римский папа Пий XI выпустил бреве Apostolatus munus, которым учредил апостольский викариат Киву, выделив его из апостольских викариатов Южной Виктории-Ньянзы (сегодня — Архиепархия Мванзы) и Унианьембе (сегодня — Архиепархия Таборы). Пастырское попечение новой католической структурой было поручено монахам из миссионерской монашеской организации «Белые отцы».
В 1921 году апостольский викариат Киву был переименован в апостольский викариат Урунди и Киву и 25 апреля 1922 года — в апостольский викариат Урунди.
11 июля 1949 года апостольский викариат Урунди передал часть своей территории для возведения апостольского викариата Нгози (сегодня — Епархия Нгози) и в этот же день был переименован в апостольский викариат Гитеги.
11 июня 1959 года апостольский викариат Гитеги передал часть своей территории для возведения нового апостольского викариата Усумбуры (сегодня — Архиепархия Бужумбуры).
10 ноября 1959 года Римский папа Иоанн XXIII выпустил буллу Cum parvulum, которой возвёл апостольский викариат Гитеги в ранг архиепархии.
6 июня 1961 года и 13 апреля 1973 года архиепархия Гитеги передала часть своей территории для возведения новых епархий Бурури и Руйиги.

## Ординарии архиепархии
- епископ Jean-Joseph Hirth (12.12.1912 — 25.10.1920);
- епископ Julien-Louis-Edouard-Marie Gorju (26.04.1922 — 29.05.1936);
- архиепископ Antoine Grauls (23.1936 — 16.10.1967);
- архиепископ Андре Макаракиза (5.09.1968 — 6.11.1982);
- архиепископ Жоашим Рухуна (6.11.1982 — 9.09.1996);
- архиепископ Симон Нтамвана (24.01.1997 — 19.02.2022);
- архиепископ Бонавентюр Нахимана (с 19 февраля 2022 года).

## Источник
- Annuario Pontificio, Libreria Editrice Vaticana, Città del Vaticano, 2003, ISBN 88-209-7422-3
- Бреве Apostolatus munus Архивная копия от 27 марта 2010 на Wayback Machine, AAS 5 (1913), стр. 25 (лат.)
- Булла Cum parvulum Архивная копия от 9 апреля 2016 на Wayback Machine, AAS 52 (1960), стр. 372 (лат.)